# Undersættelse
En undersættelse er et ordspil på oversættelse. Det er en fejlagtig og ofte humoristisk drejet oversættelse. En undersættelse opstår, når ord og sætninger oversættes ud fra princippet "det lyder som". Et eksempel:
To be, or not to be: that is the question
Undersat til
To bier og nok to bier fløj sammen. Den ene blev kvæstet
Hvor begrebet undersættelser stammer fra er uvist.
Newzealænderen Peter S. Hargreaves udgav fra 1965 til sin død i 2010 en række samlinger af "undersættelser" med tegninger af Füchsel, Holbek og Qvist.
Den danske rockgruppe Shu-Bi-Dua var i begyndelsen af deres karriere kendt for en række undersættelser af en række populære engelske sange.